# Mednarodna islamska legija
Mednarodna islamska legija (tudi Oboroženo islamsko gibanje) je bila teroristična skupina, ki je delovala na principu islamskega džihada in je bila predhodnica Al Kaide. Po vzponu slednje je bila skupina počasi vključena v Al Kaido. 
Skupino je ustanovil šejk Abdalah Jusuf Azam v 80. letih 20. stoletja kot ohlapno povezavo islamističnih skupin za koordinacijo globalnega džihada.